# یوسوکه تاساکا
یوسوکه تاساکا (انگلیسی: Yusuke Tasaka؛ زادهٔ ۸ ژوئیهٔ ۱۹۸۵) بازیکن فوتبال اهل ژاپن است.
از باشگاه‌هایی که در آن بازی کرده‌است می‌توان به باشگاه فوتبال بوخوم و باشگاه فوتبال کاوازاکی فرونتال اشاره کرد.